# Malacopsephenoides eureka
Malacopsephenoides eureka là một loài bọ cánh cứng trong họ Psephenidae. Loài này được Jeng & Jäch in Jeng, Jäch, Satô & Yang miêu tả khoa học lần đầu tiên năm 2006.